# Chaîne de Markarian
Pour les articles homonymes, voir Markarian.
La chaîne de Markarian est un ensemble de galaxies appartenant à l'amas de la Vierge. Elle doit son nom à Benjamin Markarian qui a découvert qu'elles étaient animées d'un mouvement commun. La chaîne comprend huit galaxies : M84 (NGC 4374), M86 (NGC 4406), NGC 4477, NGC 4473, NGC 4461, NGC 4458, NGC 4438 et NGC 4435. D'autres galaxies sont visibles dans le champ de vision mais ne font pas partie de cette association.

## Description
Cette chaine est située au centre de l'amas de la Vierge, dont fait partie le Groupe local, où se trouve la Voie Lactée, notre galaxie. Il est situé dans la constellation de la Vierge et son diamètre angulaire est d’environ 8 degrés carré. Il comporte entre 1 300 et 2 000 galaxies, dont quelques-unes sont visibles avec un instrument amateur. Sa distance précise quant à la Terre de l’amas est mal connue ; une distance moyenne d’environ environ 20 Mpc (∼65,2 millions d'al) soit environ 65 millions d'années lumières est communément admise.
L’amas est un agrégat irrégulier d’au moins trois sous-amas visuels centrés sur les galaxies M87, M86 et M49. Le plus important est celui centré sur M87, avec une masse approximative de 1014 M☉, ce qui est environ un ordre de grandeur plus élevé que les deux autres.
L’amas est un mélange hétérogène de galaxies spirales et elliptiques. Actuellement, on suppose que les galaxies spirales sont distribuées en un filament allongé, environ dont la longueur est quatre fois plus grande que sa largeur. Les galaxies suivantes se trouvent dans l’amas de la Vierge : M49, M58, M59, M60, M61, M84, M85, M86, M87, M88, M89, M90, M91, M98, M99, et M100.

## Galerie

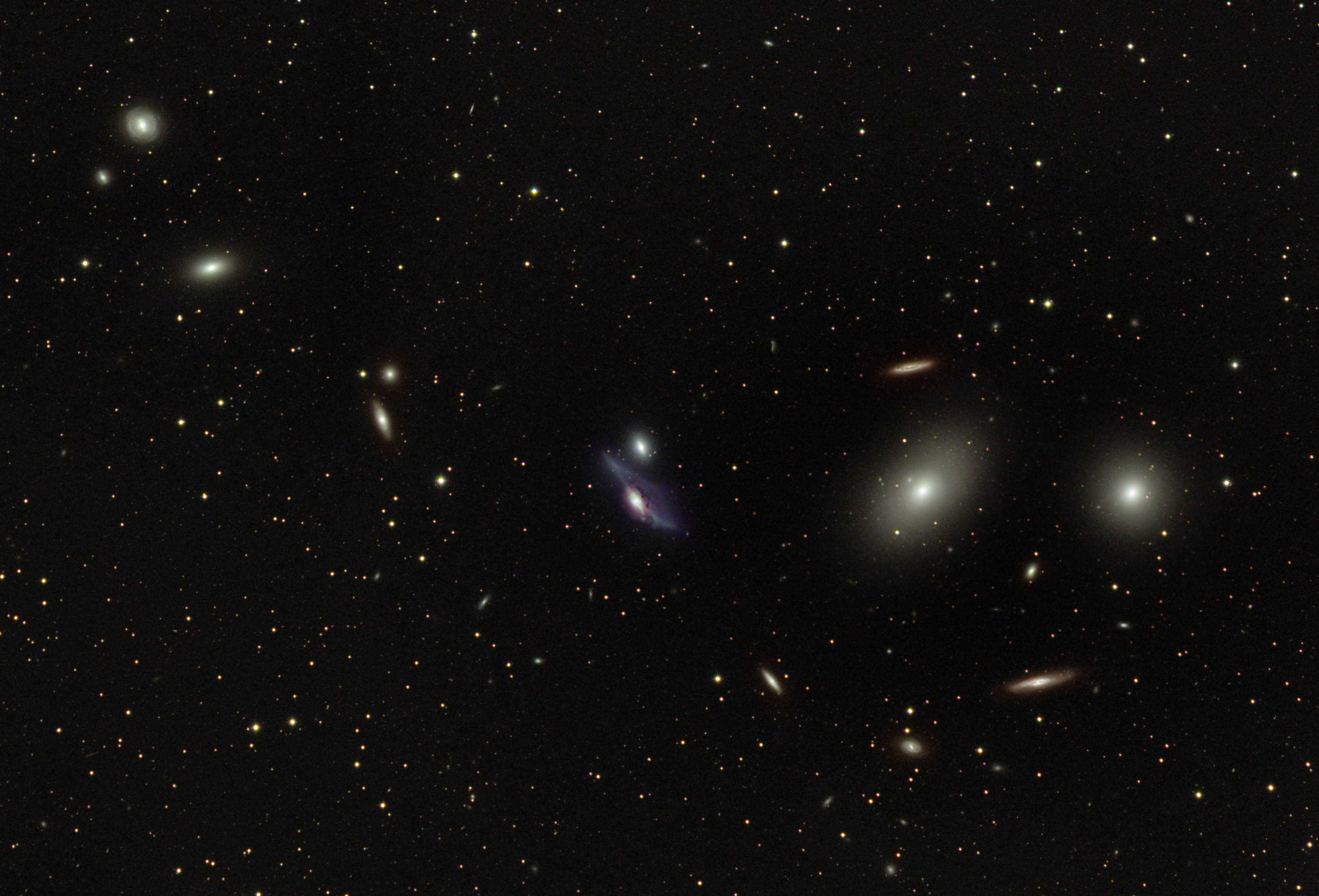
Région de la chaîne de Markarian.
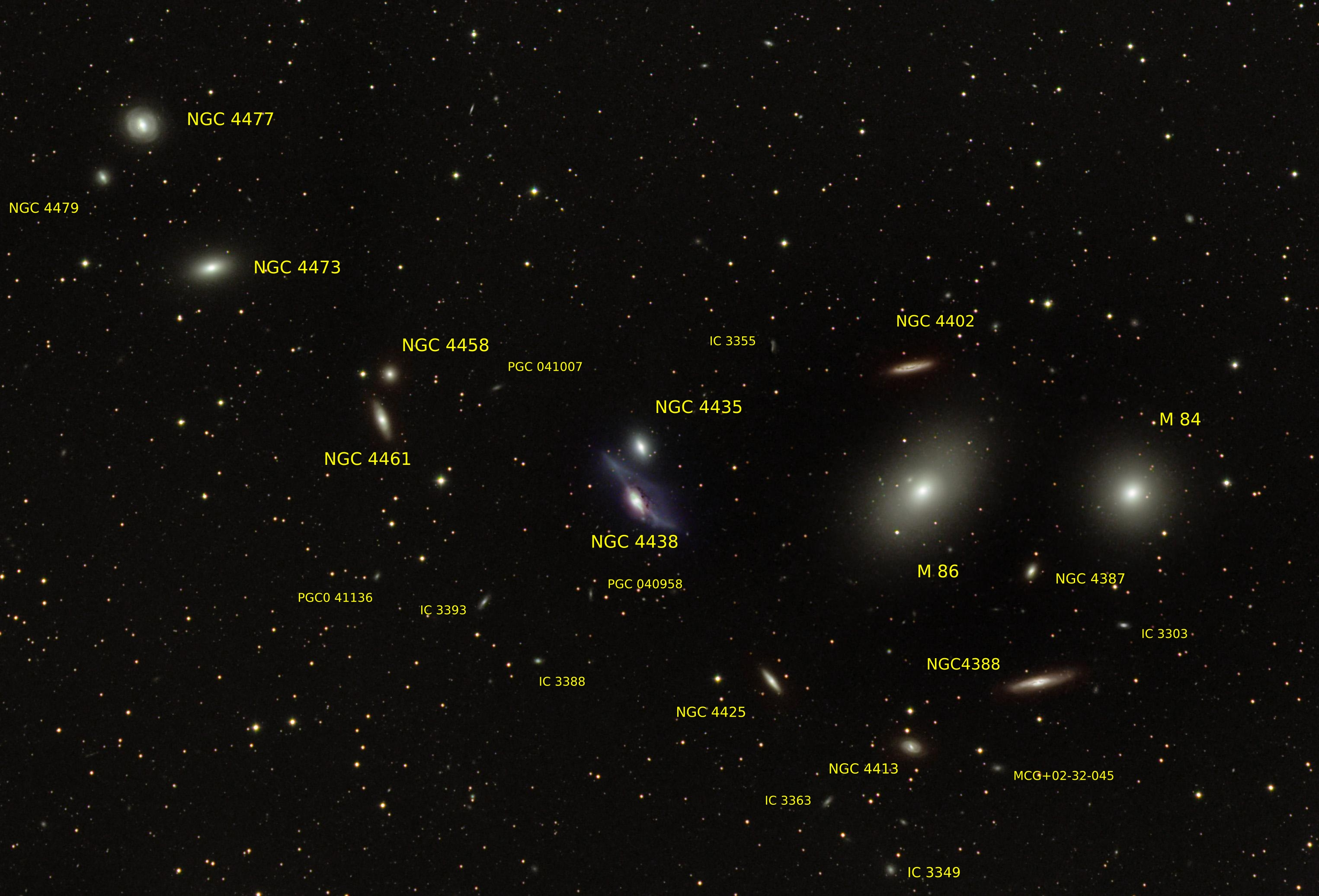
Même image avec annotations.